# Haustrum
Haustrum is een geslacht van weekdieren uit de klasse van de Gastropoda (slakken).

## Soorten
- Haustrum albomarginatum (Deshayes, 1839)
- Haustrum haustorium (Gmelin, 1791)
- Haustrum intermedium (Powell & Bartrum, 1929) †
- Haustrum lacunosum (Bruguière, 1789)
- Haustrum maximum (Powell & Bartrum, 1929) †
- Haustrum scobina (Quoy & Gaimard, 1833)